# 감해비리국
감해비리국(監奚卑離國)은 고대 한반도에 존재했던 국가로 마한의 54소국 중의 하나이다. 위치는 충청남도 홍성군 금마면으로 추정된다. 감해의 다른 이름이 감개인데, 금마면의 옛 이름이 대감개로 감개와 비슷하기 때문이다.

## 같이 보기
- 홍성군